# سيلوام (جورجيا)
سيلوام (بالإنجليزية: Siloam, Georgia)‏ هي بلدة تقع في مقاطعة غرين، جورجيا بولاية جورجيا في الولايات المتحدة. تبلغ مساحتها 3.2 (كم²)، وترتفع عن سطح البحر 214 م، بلغ عدد سكانها 331 نسمة في عام 2000 حسب إحصاء مكتب تعداد الولايات المتحدة وتصل الكثافة السكانية فيها 103.4 نسمة/كم2.

## وصلات خارجية
- The US50 - Cities and Towns in Georgia State
- Georgia Cities and Towns, Facts, Map, Flag, Colleges, Government, and More